# Мольфесе, Канделария
Мария Канделария Мольфесе Мартинес (исп. María Candelaria Molfese Martínez; род. 3 января 1991, Буэнос-Айрес, Аргентина) — аргентинская актриса, певица

, танцовщица, ведущая и видеоблогер, наиболее известная по роли Камиллы Торрес в молодёжном телесериале канала Disney Channel «Виолетта».

## Биография
Канделария Мольфесе родилась 3 января 1991 года в Буэнос-Айресе, Аргентина в семье Карлоса Мольфесе и Лилианы Мартинес. У Канделарии есть четыре родные сестры. Она — младшая из пятерых сестер в семье. Так же у Канделарии есть племянник. Родители прожили вместе долгое время, но разошлись несколько лет назад. Отец Канделарии развёлся с её матерью и женился во второй раз на женщине по имени Марсела Таланкон. Сейчас Карлос и Марсела живут в Мексике, но часто приезжают навестить семью в родной Буэнос-Айрес. С самого детства Канделария искала себя в жизни, хотела стать врачом, моделью, но вскоре поняла, что её судьба — стать актрисой. Также она является видеоблогером на YouTube.

## Карьера
Канделария начала свою карьеру с главных ролей в пьесах «Покахонтас», «Геркулес», «Русалочка» и др. Она с раннего детства учится петь и танцевать, играть на фортепиано, а также уделяет много времени театру. Значительный скачок в карьере Канделарии произошёл в 2012 году, когда она приобщилась к проекту Disney Channel. Так, девушка попала на телевидение, стала принимать активное участие во всех записях музыкальных альбомов, в турах по странам Латинской Америки, посвященным сериалу «Виолетта».
В 2011—2016 годах Канделария снималась в сериале «Виолетта», в котором играла роль Камиллы «Ками» Торрес (исп. Camila «Cami» Torres) — одной из учениц «Студии», имеющей талант к пению, но не достигшей творческой зрелости. Камилла близкая подруга Франчески и Виолетты, нередко дающая советы по отношениям обеим подругам. Долгое время она была одна, но вскоре влюбилась в Бродвея, бразильца приглашённого в «Студию» Григорио. Узнав что Бродвей является шпионом Григорио, Камилла бросает его, но ненадолго, ведь они оба понимают, что оставаться друзьями им очень тяжело, и им придётся пройти много испытаний, но они их преодолеют и останутся вместе. Помимо этого, она снялась во втором видеоклипе сериала «Juntos somos más», который вышел 1 мая 2012 года на Disney Channel.
Так же приняла участие в съёмках 2 сезона сериала Soy Luna. Вместе со своим парнем Руджеро Паскарелли. Там она сыграла второстепенную роль близняшек.

## Личная жизнь
Канделария встречается со своим коллегой по сериалу «Виолетта» Руджеро Паскарелли с конца 2014 года и вместе с ним снимает видео и выкладывает их на общий канал на YouTube под названием «Rugelaria» (Руджеро + Канделария). В 2020 году пара рассталась.

## Значение имени
Канделария (от исп. candela — «свеча»).
Имя дается в честь праздника Сретения (исп. Candelaria), или по — другому «Очищение Девы Марии», которое отмечают 2 февраля во время освящения свечей в церкви.

## Клипы
| Год              | Название           | Альбом   | Дуэт |
| ---------------- | ------------------ | -------- | ---- |
| 2012             | «Juntos somos más» | Violetta |      |
|                  |                    |          |      |
| 2016             | «Deste esa noche»  |          |      |
| С Лионелем Ферро |                    |          |      |

## Фильмография
| Год       | Русское название  | Оригинальное название  | Роль           |
| --------- | ----------------- | ---------------------- | -------------- |
| 2011-2015 | Виолетта          | Violetta               | Камилла Торрес |
| 2014      | Виолетта: концерт | Violetta: en concierto | Камилла Торрес |
| 2016-2018 | Я Луна            | Soy Luna               | Ада/Ева        |